# Peter Scheerer
Peter Scheerer (* 16. Dezember 1973) ist ein deutscher Regisseur, Produzent und Drehbuchautor. Er arbeitet bei seinen Filmen im Team mit dem Filmemacher Michael Roesch.

## Leben
Scheerer begann während der Schulzeit Kurzfilme im Super 8 Format zu drehen. Während des Studiums arbeitete er für Werbeagenturen.
Später begann er gemeinsam mit Michael Roesch als Drehbuchautor und arbeitete bei Filmen im Produzenten-Team.
Zu den verfilmten Drehbüchern von Scheerer und Roesch gehören unter anderem Alone in the Dark, House of the Dead II und Far Cry.
Ende 2005 gaben Scheerer und Roesch mit dem Vampirfilm Brotherhood of Blood ihr Regiedebüt, in den Hauptrollen sind Victoria Pratt, Sid Haig und Ken Foree zu sehen. Der Film hatte seine Weltpremiere im Oktober 2007 beim Sitges Festival Internacional de Cinema de Catalunya.

## Filmografie
- 2005: Alone in the Dark (Drehbuchautor)
- 2005: House of the Dead II (Drehbuchautor)
- 2006: BloodRayne (Associate Producer)
- 2006: Brotherhood of Blood (Regisseur, Drehbuchautor)
- 2007: Schwerter des Königs – Dungeon Siege (Associate Producer)
- 2008: Far Cry (Drehbuchautor)
- 2008: Alone in the Dark II (Regisseur, Drehbuchautor)